# Gjøvik (stacja kolejowa)
Gjøvik – stacja kolejowa w Gjøviku, w regionie Oppland w Norwegii, jest oddalona od Oslo o 124 km.

## Położenie
Końcowy przystanek linii Gjøvikbanen. Jest elementem  kolei aglomeracyjnej w Oslo - w systemie SKM ma numer  300.  Obsługuje Oslo Sentralstasjon, Gjøvik. Pociągi odjeżdżają co dwie godziny.

## Obsługa pasażerów
Kasa biletowa, poczekalnie, telefon publiczny, ułatwienia dla niepełnosprawnych, parking na 60 miejsc, kiosk, kawiarnia, automatyczne skrytki bagażowe, przystanek autobusowy, postój taksówek.